# بخش میل کریک (شهرستان ویلیامز، اوهایو)
بخش میل کریک (به انگلیسی: Mill Creek Township) یک منطقهٔ مسکونی در ایالات متحده آمریکا است که در شهرستان ویلیامز، اوهایو واقع شده‌است.
 بخش میل کریک ۶۲٫۷ کیلومتر مربع مساحت و ۹۳۵ نفر جمعیت دارد و ۲۶۵ متر بالاتر از سطح دریا واقع شده‌است.